# Campionat del món de ciclisme en pista de 1921
El Campionat Mundial de Ciclisme en Pista de 1921 es va celebrar a Copenhaguen (Dinamarca) del 30 de juliol al 8 d'agost de 1921.
Les competicions es van celebrar al Velòdrom d'Ordrup a la perifèria de Copenhaguen. En total es va competir en 3 disciplines: 2 de professionals i 1 d'amateurs.

## Resultats

### Professional
| Prova                | Or                            | Argent                    | Bronze                  |
| Velocitat individual | Piet Moeskops · Països Baixos | Robert Spears · Austràlia | Pierre Sergent · França |
| Darrere moto         | Victor Linart · Bèlgica       | Paul Suter · Suïssa       | Paul Guignard · França  |

### Amateur
| Prova                | Or                               | Argent                    | Bronze                           |
| Velocitat individual | Henry Brask Andersen · Dinamarca | Erik Kjeldsen · Dinamarca | Johan Normann Hansen · Dinamarca |

## Medaller
| Pos. | País          | Or | Plata | Bronze | Total |
| 1    | Dinamarca     | 1  | 1     | 1      | 3     |
| 2    | Bèlgica       | 1  | 0     | 0      | 1     |
| -    | Països Baixos | 1  | 0     | 0      | 1     |
| 4    | Austràlia     | 0  | 1     | 0      | 1     |
| -    | Suïssa        | 0  | 1     | 0      | 1     |
| 6    | França        | 0  | 0     | 2      | 2     |